# Камінський Андрій Ігорович
Андрі́́й І́горович Камі́нський (нар. 10 червня 1987 — 12 лютого 2015) — солдат Збройних сил України.

## Життєвий шлях
Народився в місті Харків, здобув військову освіту, однак військовим не став. Мешкав у місті Дніпродзержинськ. У квітні 2014-го долучився до руху «Правий сектор», потім пішов добровольцем у батальйон «Донбас»; солдат, стрілець-гранатометник гранатометного взводу.
Брав участь у боях, пройшов навчання в школі сержантів. У 20-х числах лютого мав під час відпустки одружитись.
12 лютого 2015-го бійці батальйону зайшли в село Логвинове, що лежить на трасі Дебальцеве — Артемівськ, для проведення «зачистки» територій від залишків незаконних збройних формувань та виявили в лісосмузі танки противника. Внаслідок штурму в село по центру вдалося увійти лише 2 ротам 30-ї бригади, бійці якої взялися встановлювати контроль над Логвиновим, зазнаючи втрат. Контроль над Логвиновим встановити не вдалося — дії військовиків були скуті ударами ворожої артилерії, підрозділ десантників 79-ї бригади (мав синхронно увійти в село з флангу) потрапив під танковий обстріл; загін же 24-ї бригади взагалі не дістався Логвинового.
Андрій підбив ворожий БТР, в цьому часі напарник зазнав поранення. Коли Камінський поповз до нього, щоб допомогти, противник відкрив вогонь з танків, добиваючи поранених, від обстрілу загорілася вантажівка, тіло Андрія сильно обгоріло. Тоді ж полягли Андрій Браух, Ігор Марквас, Роман Мельничук, Володимир Панчук, Анатолій Поліщук, Володимир Самоленко, Володимир Суслик, Микола Сущук, Володимир Шульга.
Тіло Андрія вивезли 21 лютого. Похований в Дніпродзержинську.
Батько Андрія Ігор Камінський теж захищав Батьківщину — офіцер батальйону «Донбас», у квітні 2015-го зазнав важкої контузії під час ворожого обстрілу позицій біля села Широкине, біля нього загинув старший сержант Костянтин Малухін-«Марьячи».

## Нагороди та вшанування
- Указом Президента України № 270/2015 від 15 травня 2015 року — орденом «За мужність» III ступеня (посмертно)[1]
- пам'ятною відзнакою міського голови — нагрудним знаком «Захисник України» (посмертно, розпорядженням міського голови Кам'янського від 11 жовтня 2016)